# Rindals kommun
Rindals kommun (norska: Rindal kommune) är en kommun i Trøndelag fylke i mellersta Norge. Kommunens centralort är tätorten Rindal.

## Administrativ historik
Rindals kommun upprättades 1858 genom utbrytning ur Surnadals kommun. Kommunen hade 2 684 invånare vid upprättandet.
Den 1 januari 2019 överfördes kommunen från Møre og Romsdal fylke till Trøndelag fylke.

## Tätorter
I Rindals kommun finns en tätort:
- Rindal (centralort)

## Socknar
Inom Norska kyrkan motsvaras Rindals kommun av Rindals socken i Orkdals prosteri i Nidaros stift.